# Iosif Vissarionovici Stalin
Iosif Vissarionovici Stalin (născut: Ioseb Besarionis Dze Jugashvili; n. 18 decembrie 1878, Gori, viceregatul Caucazului⁠(d), Imperiul Rus – d. 5 martie 1953, dacea din Kunțevo⁠(d), RSFS Rusă, URSS) a fost un politician sovietic și revoluționar bolșevic care a condus Uniunea Sovietică din 1924 până la moartea sa în 1953. A deținut puterea ca Secretar General al Partidului Comunist din 1922 până în 1952 și ca Președinte al Consiliului de Miniștri din 1941 până la moartea sa. Stalin și-a consolidat puterea devenind dictator în anii 1930. Sistemul politic totalitar pe care l-a instituit a devenit cunoscut sub numele de stalinism, interpretat de la ideologia marxist-leninistă.
Sub Stalin, care a înlocuit Noua Politică Economică (NEP) cu planurile cincinale, (introduse în 1928) și agricultura individuală cu agricultura cooperatistă, Uniunea Sovietică a fost transformată dintr-o societate țărănească într-o putere industrială la sfârșitul celui de-al patrulea deceniu, țara sa devenind a doua putere economică din lume. Agricultura sovietică, care a fost exploatată pentru finanțarea industrializării, a continuat să fie subdezvoltată pe toată durata deceniului. Colectivizarea a trebuit sa facă față opoziției generalizate a chiaburilor, în fapt, cei mai harnici și gospodari oameni ai satelor, proprietari de pământ și vite, având ca rezultat o luptă înverșunată a multor țărani împotriva autorităților.
În acest timp, Stalin a argumentat că fracționismul Partidului Comunist aflat la putere ar putea slăbi Uniunea Sovietică în fața inamicilor externi. Pe durata deceniului al patrulea, el, practic, a eliminat opoziția politică prin intermediul sistemului foarte dur al exilului intern (vezi Gulag) și prin execuții, iar prin asigurarea de beneficii anumitor segmente ale populației, a câștigat sprijinul sau cooperarea lor cu regimul. 
O victorie greu cucerită în Marele Război pentru Apărarea Patriei, 1941–1945, (care a fost posibilă cel puțin parțial datorită capacităților de producție ridicate în timpul industrializării forțate), a pus temelia pentru formarea Pactului de la Varșovia și a consfințit poziția URSS drept una dintre cele două superputeri mondiale, poziție pe care a menținut-o pentru aproape patru decenii după moartea lui Stalin (în 1953). Conducătorii care au urmat au repudiat stalinismul. Succesorul lui Stalin și prim-secretar al partidului, Nikita Hrușciov, a denunțat folosirea represiunii în masă și cultul personalității, (în 1956). 

## Copilăria
| Imagine indisponibilă                                              |  | Imagine indisponibilă |
| Stalin în tinerețe, cca. 1894, la 16 ani, și în 1902 la 24 de ani. |  |                       |

Stalin s-a născut în orașul Gori, Georgia, în familia cizmarului Vissarion Ivanovici Djugașvili. Mama sa, Ekaterina Geladze, provenea dintr-o familie de iobagi. Cei doi frați ai lui Stalin au decedat de tineri. Iosif, denumit din afecțiune "Soso", a fost, practic, singur la părinți. Vissarion Ivanovici Djugașvili era un fost iobag care, atunci când a fost eliberat, a devenit cizmar. El și-a deschis propriul atelier, dar, în scurtă vreme, a dat faliment, ceea ce l-a forțat să lucreze într-o fabrică de încălțăminte, în Tiflis (Tbilisi). Vizitându-și rar familia și fiind în stare de ebrietate gravă, Vissarion își bătea adesea fără motiv soția și fiul. Un prieten din copilărie al lui Stalin a scris că "... aceste bătăi nemeritate și înfiorătoare l-au făcut pe băiat la fel de dur și fără de inimă precum tatăl său." Același prieten a scris că nu l-a văzut niciodată plângând pe Stalin. Alt prieten din copilărie, Iremashvili, credea că bătăile pe care i le administrase tatăl său i-au inoculat lui Stalin ura față de autorități. El a spus, de asemenea, că oricine își manifestă puterea asupra celor din jur îi amintea de tatăl său și de cruzimea acestuia. Stalin înseamnă "om de oțel" în limba rusă.
Unul dintre oamenii la care Ekaterina spăla rufe și făcea menajul era un evreu din Gori, David Papismedov. Papismedov i-a dat lui Iosif, care o ajuta pe mama sa, bani și cărți de citit și l-a încurajat. Câteva zeci de ani mai târziu, Papismedov a venit la Kremlin să vadă ce a ajuns micul Soso. Stalin și-a surprins colegii nu numai prin faptul că l-a primit pe bătrânul evreu, dar și prin faptul că a stat de vorbă cu el în public, plin de bucurie.
În cele din urmă, tatăl lui Stalin, Beso, a plecat, în 1888, la Tiflis, lăsându-și familia fără sprijin material. Au existat zvonuri că ar fi murit într-o încăierare între bețivi într-un bar, deși alții spun că l-ar fi văzut în Georgia chiar prin 1931.
Mătușa sa, Nina Djuradze, a fost și ea activă în mișcarea comunistă.

La opt ani, Soso a început învățătura la școala bisericească din Gori. Când a intrat la școală, Stalin era într-un grup de elevi foarte eterogen. Stalin și colegii lui de clasă erau, în cea mai mare parte, georgieni și vorbeau una dintre cele șaptezeci de limbi caucaziene, dar la școală au fost siliți să folosească rusă. Chiar și atunci când vorbeau rusește, profesorii ruși își băteau joc de Stalin și de colegii lui din cauza accentului lor georgian. Stalin era ridiculizat și de cei care erau fii de preoți sau de negustori. Ei își băteau joc de uniforma lui școlară jerpelită și de fața lui cu urme de vărsat de vânt. Tânărul Iosif a învățat să-și învingă adversarii intimidându-i. El a exploatat slăbiciunile colegilor, bătându-și joc cu brutalitate de ei. Pentru a evita confruntările fizice, îi batjocorea acuzându-i că folosesc violența ca pe un "înlocuitor pentru creier". 

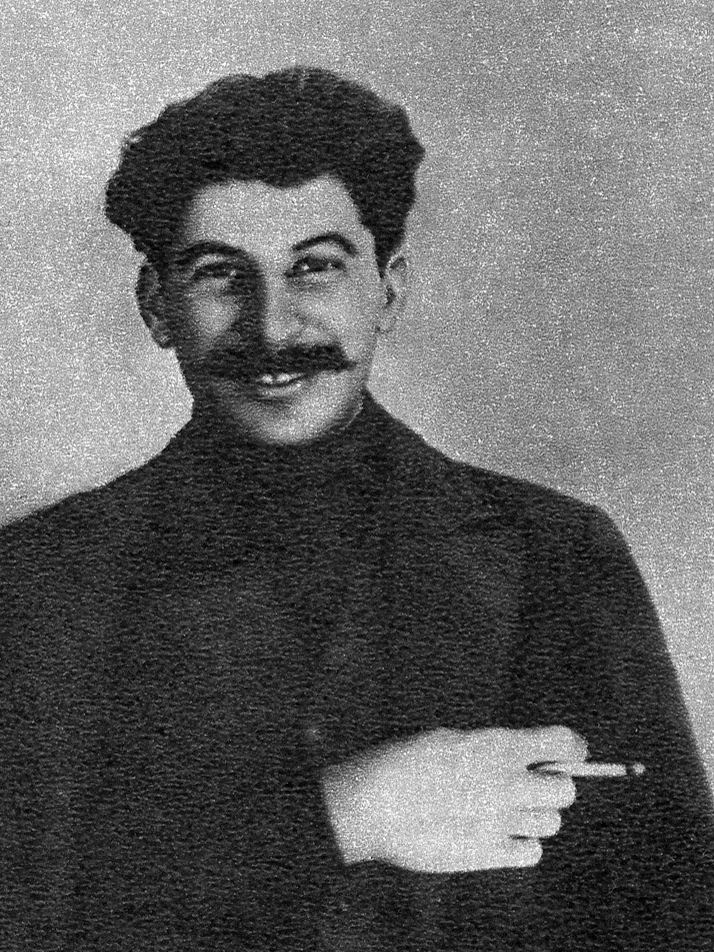
Stalin în exil, 1915

Stalin și-a impus autoritatea asupra celor din familii bogate. Deși mai târziu a căutat să ascundă aceste origini georgiene, pe timpul copilăriei sale era fascinat de folclorul local. Poveștile pe care le citea vorbeau despre muntenii georgieni care luptaseră vitejește pentru independența țării. Eroul favorit al poveștilor lui Stalin era un tâlhar legendar din munți numit Koba. El le-a cerut colegilor de clasă să-l numească Koba și acest nume a devenit și primul său pseudonim ca revoluționar. În scurtă vreme a devenit cel mai puternic sportiv și cel mai bun la învățătură. El a strălucit în școală și a fost premiant, iar când a împlinit 14 ani a primit o bursă la Seminarul teologic din Tiflis, o instituție a bisericii ortodoxe ruse, unde a început să învețe din 1894. El era plătit și pentru cântatul în cor, bani care se adăugau la mica sa bursă. Deși mama sa a vrut ca el să devină preot (chiar și după ce devenise conducătorul Uniunii Sovietice), Stalin a intrat la seminar datorită faptului că era una dintre puținele opțiuni educaționale disponibile, atâta vreme cât guvernul țarist nu dorea să permită existența unei universități în Georgia. 
Implicarea lui Stalin în mișcarea socialistă (ramură care mai târziu se va transforma în mișcarea comunistă), a început în seminar, de unde a fost exmatriculat în 1899, după ce nu s-a prezentat la examene. El a lucrat timp de un deceniu ca ilegalist în Caucaz, fiind arestat în mai multe rânduri și exilat în Siberia între 1902 și 1917.  A aderat la doctrina leninistă, a unui partid puternic centralizat al „revoluționarilor profesioniști”. Experiența sa practică l-a făcut util partidului bolșevic, fiind ales în Comitetul Central, în ianuarie 1912. Unii istorici au afirmat că, în această perioadă, Stalin era spion țarist infiltrat în partidul bolșevic, dar nu există documente  care să ateste acest fapt. În 1913 el a adoptat numele Stalin, ceea ce înseamnă în rusă de oțel.
Singura sa contribuție semnificativă la dezvoltarea teoriei marxiste din acea vreme a fost un tratat scris în perioada scurtă în care era exilat la Viena, "Marxismul și problema națională". Prezintă o poziție marxist-ortodoxă față de această importantă problemă. (Pentru comparație, vezi articolul lui Lenin "Despre dreptul la autodeterminare al națiunilor".) Acest tratat se pare că a avut o contribuție la numirea sa în funcția de Comisar al Poporului pentru Afacerile Naționalităților, după revoluție.

## Căsătoria și familia
Prima soție a lui Stalin a fost Ekaterina Svanidze, cu care a fost căsătorit trei ani, până la moartea acesteia, în 1907. La înmormântare, Stalin a spus că orice sentiment cald pentru oameni a murit odată cu ea, pentru că numai ea putea să-i înmoaie inima. Cu ea a avut un fiu, Iakov, cu care nu s-a înțeles în anii care au urmat. Iakov a fost ofițer în Armata Roșie și a fost luat prizonier de naziști. Aceștia s-au oferit să-l schimbe cu un ofițer de rang mai înalt, dar Stalin a refuzat oferta. Se spune că Iakov s-a sinucis aruncându-se într-un gard electrificat din lagărul Sachsenhausen, unde era ținut prizonier. Conform unei alte versiuni, a fost ucis pentru că a refuzat să se supună ordinelor.
Cu cea de-a doua soție, Nadejda Allilueva, evreică, Stalin a avut doi copii, un fiu, Vasili, și o fiică, Svetlana. Nadejda s-a sinucis în 1932, împușcându-se după o ceartă cu soțul ei. A lăsat o scrisoare de adio, care, conform mărturiei fiicei lor, era „parțial personală, parțial politică”.. În mod oficial, s-a declarat că a murit de boală. Vasili a avansat în ierarhia militară a Forțelor Aeriene Sovietice, dar a murit din cauza alcoolismului, în 1962. Deși Stalin a fost afectuos cu fiica sa când era mică, ea a sfârșit prin a fugi din Uniunea Sovietică, în 1967. 
În martie 2001, televiziunea independentă rusă NTV a descoperit un nepot necunoscut până atunci, care trăia în Novokuznetsk. Iuri Davidov a spus NTV-ului că tatăl său i-a povestit despre ascendența sa, dar datorită campaniei împotriva cultului personalității lui Stalin, care era în plină desfășurare în acel timp, i s-a spus să tacă. Mai mulți istorici, Alexandr Soljenițîn aflându-se printre ei, menționau un fiu avut cu o concubină, Lida, în 1914, pe durata exilului său în Siberia, cu care a avut doi copii, Virsefika și Permauk Stalin.

## Cucerirea puterii
După cercetările lui Montefiore , Iosif Stalin a fost un fel de bandit care  îl copia pe Koba și care extorca persoanele cu bani. Montefiore continua și arată ca Stalin a fost un gangster, un brigand și un criminal de drept comun, cu multiple arestări în Gruzia natală, spărgător de bănci și escroc calificat. A început prin a extorca bani de la patronii din Caucaz ca „taxă de protecție“. Sumele obținute astfel erau furnizate bolșevicilor care l-au acceptat în rândurile lor.
În 1912, Stalin a fost cooptat în Comitetul Central la Conferința Partidului de la Praga. În 1917, Stalin era editorul ziarului Pravda în timp ce Lenin și cei mai mulți dintre conducătorii bolșevici erau în exil. După Revoluția din Februarie, Stalin și colectivul de redacție au luat poziție în favoarea susținerii guvernului provizoriu al lui Kerenski și se spune că s-a mers până acolo încât i s-a refuzat publicarea unui articol lui Lenin, care cerea răsturnarea acestui guvern provizoriu. Când Lenin s-a întors din exil, el a scris Tezele din aprilie, care au scos în relief poziția sa. 
În aprilie 1917, Stalin a câștigat alegerile pentru Comitetul Central cu al treilea număr de voturi în partid și a fost, mai apoi, ales în Biroul politic al Comitetului Central al Partidului Comunist al Uniunii Sovietice (mai 1917); el a deținut această funcție până la moarte. 
Conform numeroaselor mărturii, Stalin a jucat un rol minor în revoluția din 7 noiembrie și și-a înfrumusețat rolul în istoria partidului odată ce a ajuns la putere. Alți scriitori, precum Adam Ulam, au afirmat că fiecărui om din Comitetul Central i se stabilise o sarcină precisă. 
Pe durata Războiului Civil și a războiului polono-rus, Stalin a fost comisar politic în Armata Roșie pe diferite fronturi. Prima funcție guvernamentală a lui Stalin a fost aceea de Comisar al Poporului pentru Afacerile Naționalităților  (1917-1923). A mai fost, de asemenea, Comisar al Poporului pentru Inspecția Muncitorilor și Țăranilor (1919-1922), fost membru al Sovietului Militar Revoluționar (1920-1923) și membru al Comitetul Central Executiv al Congresului Sovietelor (din 1917). 
În aprilie 1922, Stalin a devenit Secretar General al atotputernicului Partid Comunist, un post pe care el l-a transformat, de-a lungul timpului, în cel mai puternic post din țară. Acest post era unul nedorit în interiorul partidului (Stalin era numit, câteodată, de către camarazii de partid, Tovarășul Cartotecă), dar el a văzut potențialul funcției care-i putea asigura baza puterii, el fiind capabil sa aducă în partid numeroși aliați personali. Această concentrare de putere personală l-a alarmat din ce în ce mai mult pe muribundul Lenin și, în testamentul său politic, el a cerut înlăturarea „brutalului Stalin.” Până la urmă, acest document nu a fost luat în seamă de membrii Comitetului Central, mulți dintre ei fiind de asemenea criticați de liderul bolșevic. 
După moartea lui Lenin în ianuarie 1924, Stalin, Kamenev, și Zinoviev au condus împreună partidul, plasându-se din punct de vedere ideologic între Troțki (exponent al aripii de stânga din partid) și Buharin (exponent al dreptei).
În acest timp, Stalin a abandonat accentul pus pe revoluția mondială în favoarea politicii construirii „socialismului într-o singură țară°, în contrast cu teoria lui Troțki, promotoare a comceptului de „revoluție permanentă”. Stalin a schimbat curând taberele și i s-a alăturat lui Buharin. Împreună au luptat împotriva opoziției formate din Troțki, Kamenev, și Zinoviev. După 1928 (primul an al planurilor cincinale), Stalin câștigase primul loc între lideri și, în anul următor, Troțki a fost exilat. Manevrând cu iscusință opoziția de dreapta a lui Buharin, apărând acum colectivizarea și industrializarea, se poate spune că Stalin a cucerit controlul partidului și țării. Cum popularitatea altor lideri era mare, precum cea a lui Serghei Kirov și a așa-numitului Complot Riutin, Stalin nu a câștigat puterea absolută până la Marea Epurare din 1936 - 1938.

## Stalin și schimbările din societatea sovietică

### Industrializarea
Primul Război Mondial și războiul civil rus au avut un efect devastator asupra economiei țării. Producția industrială în 1922 era doar 13% din cea a anului 1914. Sub conducerea lui Stalin, Noua Politică Economică , care permitea o libertate limitată a pieței în contextul economiei socialiste, a fost înlocuită cu un plan cincinal hotărât de la centru, la sfârșitul celui de-al treilea deceniu. Acesta presupunea un program extrem de ambițios de industrializare forțată, ghidată de stat, și de colectivizare a agriculturii. În ciuda poticnelilor și greșelilor de început, primele două planuri cincinale au dus la o rapidă industrializare, pornind de la o bază economică foarte scăzută. Uniunea Sovietică, catalogată în general ca cea mai săracă națiune din Europa în 1922, se industrializa acum într-un ritm fenomenal, depășind de departe viteza industrializării Germaniei din secolul al XIX-lea și al Japoniei din secolul al XX-lea.
Fără capital de investiție, cu un comerț exterior nesemnificativ și fără nici o industrie modernă ca sprijin, guvernul lui Stalin a finanțat industrializarea atât prin restrângerea consumului unei părți a cetățenilor sovietici (pentru asigurarea capitalului reinvestit în industrie), cât și prin spolierea fără milă a bogăției țărănimii. Nu în puține cazuri, munca industrială era cu bună știință plătită sub valoarea ei reală. Era, în primul rând, cazul muncii aproape gratuite a prizonierilor din lagărele de muncă. Iar în al doilea rând, erau frecventele "mobilizări" ale comuniștilor și ale membrilor de Komsomol pentru diferite proiecte de construcție. 

### Colectivizarea
Regimul lui Stalin a colectivizat agricultura. Teoria care justifica colectivizarea era aceea că se vor înlocui fermele mici, nemecanizate și ineficiente cu ferme puternic mecanizate, care vor produce recolte cu mult mai multă eficiență. 
Colectivizarea a însemnat schimbări sociale dramatice, de o amploare nemaivăzută de la abolirea iobăgiei din 1861 și alienarea țărănimii față de controlul asupra pământului și a producției agricole. Colectivizarea a însemnat și o cădere dramatică a standardului de viață a numeroși țărani (dar nu a tuturor, cei mai săraci țărani au simțit o creștere a nivelului de trai). Colectivizarea a avut de înfruntat o rezistență generală și adeseori violentă a țărănimii. 
În primii ani de colectivizare, producția agricolă a scăzut, de fapt. Stalin a acuzat de această scădere neașteptată pe culaci, chiaburi, care se opuneau colectivizării. De aceea, cei catalogați drept "culaci", "ajutoare ale culacilor" și mai târziu "foști culaci", erau unii împușcați, alții trimiși în Gulag – lagăre de muncă sau erau deportați în zone îndepărtate ale țării, fără a exista o regulă în această privință.
Desfășurarea în două etape a colectivizării, întreruptă un timp de un an de faimosul editorial al lui Stalin "Amețiți de succes" (Pravda, 30 martie 1930), este un exemplu perfect al abilității sale de a aplica retrageri tactice. 
Mulți istorici sunt de acord că distrugerile provocate de colectivizarea forțată au fost responsabile de foametea teribilă care a cauzat moartea a până la 5 milioane de oameni, între anii 1932-33, în mod special în Ucraina și în regiunea inferioară a fluviului Volga.

### Știința
Știința în Uniunea Sovietică era sub strictul control ideologic al partidului, alături de artă, literatură și orice altceva. Partea pozitivă a fost aceea a unui progres semnificativ în domeniile "sigure din punct de vedere ideologic", datorită sistemului de educație și învățământ gratuit și al cercetării științifice finanțate de stat. Totuși, în câteva cazuri, consecințele presiunii ideologice au fost dramatice, exemplele cele mai cunoscute fiind acele ale "pseudo-științelor burgheze": genetica și cibernetica.
La sfârșitul celui de-al cincilea deceniu, au fost, de asemenea, încercări de a suprima teoriile relativității speciale și generale, precum și a mecanicii cuantice, considerate idealiste. Până în cele din urmă, fizicienii sovietici de frunte au afirmat, în mod hotărât, că fără folosirea acestor teorii, ei nu ar fi în stare să facă bomba nucleară. 
Lingvistica a fost singurul domeniu al științei sovietice la care Stalin a contribuit direct și personal. La începutul guvernării staliniste, figura dominantă în lingvistica sovietică era Nicolai Iakovlevici Marr, care afirma că limba este o construcție de clasă și că structura limbii este determinată de structura economică a societății. Stalin, 
care scrisese mai înainte despre politica limbii, dată fiind funcția lui de Comisar al Poporului pentru Naționalități, a simțit că stăpânea suficient problemele de bază ca să se opună în mod coerent acestui formalism marxist simplist, sfârșind dominația ideologică a lui Marr asupra lingvisticii sovietice. Principala lucrare a lui Stalin în domeniul lingvisticii a fost un mic eseu numit Marxismul și problemele lingvisticii . Deși nu a adus o mare contribuție teoretică sau practică, nu sunt erori aparente în modul în care Stalin înțelegea lingvistica și influența sa a eliberat, în mod sigur, această știință de teoriile orientate ideologic care dominau genetica, de exemplu.
Cercetarea științifică în aproape toate domeniile a fost stânjenită de faptul că mulți oameni de știință au fost trimiși în lagăre de muncă (printre alții Lev Landau, un câștigător de mai târziu al Premiului Nobel, care a petrecut un an în închisoare, în 1938-1939), sau au fost executați (precum Lev Șubnikov, care a fost împușcat în 1937). Ei au fost persecutați pentru disidențe (reale sau imaginare) sau, cel mai adesea, pentru cercetări "incorecte din punct de vedere politic".
Totuși, s-au făcut progrese în anumite domenii ale științei și tehnologiei pe timpul lui Stalin, precum dezvoltarea computerului BESM-1, în 1953, și lansarea, la 4 ani după moartea sa, a satelitului Sputnik în 1957. În mod real, mulți politicieni din Statele Unite începuseră să se teamă după "Criza Sputnik" că țara lor a fost eclipsată de către Uniunea Sovietică în știință și învățământul public.

### Serviciile sociale

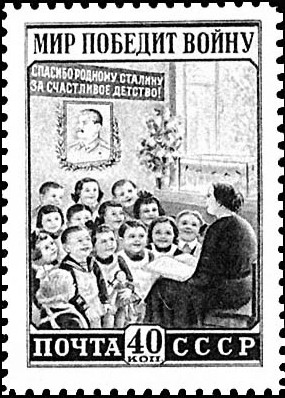
Un timbru sovietic de prin 1950, seria "Pacea va învinge războiul". Se putea citi: "Mulțumim, dragă Stalin, pentru copilăria noastră fericită." Cuvântul "родной" (tradus ca "drag") este, în mod normal, rezervat numai pentru rudele apropiate.

Guvernul lui Stalin a pus un accent mare pe asigurarea de servicii medicale gratuite. S-au dus campanii împotriva tifosului, holerei și malariei. Numărul de doctori a crescut atât de repede pe cât a permis capacitatea învățământului medical și a facilităților medicale. Rata mortalității și mortalității infantile au scăzut în mod continuu. Învățământul de toate gradele era gratuit și s-a dezvoltat în mod spectaculos, tot mai mulți cetățeni sovietici învățând să scrie și să citească, mulți devenind absolvenți ai unei forme mai înalte de învățământ. Generațiile care au crescut pe vremea lui Stalin, în special femeile, au avut parte și de mai mari posibilități de obținere a unei slujbe. 

### Cultura și religia
Pe timpul regimului stalinist, stilul realismului socialist a fost stabilit în mod oficial și pentru lungă vreme ca obligatoriu pentru pictură, sculptură, muzică, teatru. Tendințele "revoluționare" la modă mai înainte: expresionismul, arta abstractă, și experimentalismul avangardist au fost descurajate sau denunțate ca formalism. 
S-au făurit și s-au prăbușit cariere, unele de mai multe ori. Nume celebre erau reprimate, atât "revoluționari" (printre ei: Isaac Babel, Vsevolod Meierhold), cât și "nonconformiști" (de exemplu: Osip Mandelștam). Alții, reprezentând atât "omul sovietic" (Arkadi Gaidar), cât și rămășițele Rusiei pre-revoluționare (Constantin Stanislavski), au prosperat. Anumiți emigranți s-au reîntors în Uniunea Sovietică, precum Alexei Nicolaevici Tolstoi, în 1925, Alexandr Kuprin - în 1936, și Alexander Vertinski - în 1943. Trebuie amintit cazul Annei Ahmatova, care a suportat mai multe cicluri de represiune-reabilitare, dar care nu a fost vreodată arestată, deși primul ei soț, poetul Nicolai Gumiliov, fusese, deja, împușcat în 1922, iar fiul ei, istoricul Lev Gumiliov, a petrecut două decenii în Gulag.
Cât de implicat a fost Stalin atât în problemele generale, cât și în cele specifice a fost apreciat în mod diferit. Oricum, numele lui era folosit, în mod constant, pe timpul cât a fost la cârma statului în discuțiile despre cultură, ca, de altfel, în orice altceva, iar în câteva cazuri faimoase, părerea sa a fost cea finală. 
Bunăvoința ocazională a lui Stalin se făcea simțită în moduri ciudate. De exemplu, Mihail Bulgakov ajunsese la sărăcie și disperare și, totuși, după un apel către Stalin personal, i s-a permis să lucreze. Piesa sa, "Zilele vârtejurilor", care prezenta cu compasiune situația unei familii antibolșevice prinsă în războiul civil, a fost, în cele din urmă, reprezentată, se pare, la intervenția personală a lui Stalin și și-a început cariera neîntreruptă de mai multe decenii pe scena Teatrului de Artă din Moscova. 
În arhitectură, un stil imperial stalinist (practic, un neoclasicism modernizat, dezvoltat la scară mare, exemplificat de câțiva zgârie-nori din Moscova) a înlocuit constructivismul din deceniul al treilea. O anecdotă amuzantă spunea că hotelul Moskva a fost construit cu două aripi care nu se potriveau între ele, deoarece Stalin semnase din greșeală amândouă proiectele aduse spre aprobare, iar arhitecții se temeau prea tare să clarifice problema. 
Rolul lui Stalin în soarta bisericii ortodoxe ruse este complex. Persecuția continuă din anii 1930-1940 a dus la dispariția ei aproape completă. Pe la 1939, mai puteau fi numărate câteva sute de parohii active (față de aproape 57.000 în 1917). Multe biserici au fost demolate și zeci de mii de preoți, călugări și călugărițe au murit sau au fost întemnițați. Pe durata celui de-al Doilea Război Mondial, bisericii i s-a permis o revigorare parțială, ca o organizație patriotică: mii de parohii au fost reactivate până la o nouă rundă de represiuni, pe timpul lui Hrușciov. Recunoașterea de către Sinodul Bisericii Ruse a guvernului sovietic și a lui Stalin personal a condus la o schismă în cadrul bisericii ortodoxe ruse din diasporă, ruptură care nu s-a vindecat până târziu și incomplet (în mai 2007 s-a produs o reconciliere formală, deși în realitate nu totală).
Stalin a avut un efect nefast asupra culturilor micilor popoare indigene din Uniunea Sovietică. Politica cunoscută sub numele de korenizația, dar și cea a culturilor naționale prin formă, dar socialiste în esență au fost benefice pentru populațiile indigene, permițându-le să se integreze mai ușor în societatea rusă. Însă, uniformizarea culturilor, mai evidentă în a doua parte a perioadei, în care dictatorul sovietic a fost la putere, a avut efecte foarte dăunătoare. Represiunile politice și epurările au avut repercusiuni mai devastatoare asupra culturilor indigene decât asupra culturii urbane, de vreme ce intelectualii micilor popoare de pe întinsul uniunii nu erau așa de numeroși. Modul tradițional de viață a numeroaselor popoare din Siberia, Asia Centrală și Caucaz a fost distrus și grupuri mari, uneori popoare întregi, au fost dislocate și împrăștiate în toată uniunea pentru a preveni revoltele naționaliste. Numeroase religii specifice anumitor grupuri etnice sau naționalități – catolică, iudaică, baptistă, islamică, budistă – au avut de suferit aceleași prigoniri ca și Biserica Ortodoxă Rusă (sau chiar și mai rele): mii de călugări au fost torturați și executați, sute de biserici, sinagogi, moschei, temple, monumente sacre și mănăstiri au fost demolate sau desacralizate prin transformarea în depozite, spații de producție, etc.

### Epurări, deportări, masacre

#### Epurările
| |
| |
| Poza în care Nicolai Ejov apărea alături de Stalin a fost retușată de cenzorii sovietici. Asemenea modificări ale pozelor oficiale erau un lucru obișnuit în timpul regimului stalinist. |

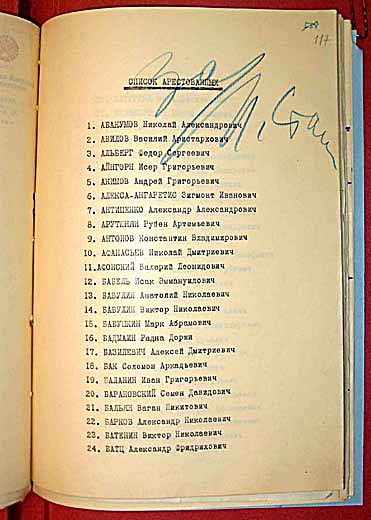
Prima pagină a unei liste cu 346 de persoane care urmau să fie executate. Se remarcă însemnarea lui Stalin "за" ("pentru"). Ianuarie 1940.

Stalin, ca șef al Politburo al Comitetului Central al Partidului Comunist al Uniunii Sovietice, și-a consolidat puterea aproape absolută în deceniul al patrulea prin intermediul Marii Epurări îndreptate împotriva (suspecților) oponenților politici și ideologici, culminând cu exterminarea majorității membrilor Comitetului Central bolșevic și a mai mult de jumătate dintre delegații foarte docili de la cel de-al XVII-lea Congres al Partidului din ianuarie 1934. Măsurile luate variau de la întemnițarea în lagărele de muncă ale Gulagului, la execuții care urmau proceselor-spectacol sau proceselor rapide ale troicii NKVD-ului. Se argumentează că unele dintre motivații ar fi fost nevoia ca partidul să fie unificat în fața anticipatului conflict cu Germania Nazistă. Alții cred că toate acestea au fost motivate de dorința lui Stalin de a-și consolida propria putere.
S-au desfășurat mai multe procese cunoscute sub numele de Procesele de la Moscova, dar procedurile au fost multiplicate de-a lungul și de-a latul țării. Au fost patru procese cheie în această perioadă: Procesul celor șaisprezece (august 1936); Procesul celor șaptesprezece (ianuarie 1937); Procesul generalilor Armatei Roșii (incluzându-l pe mareșalul Tuhacevski - iunie 1937); și, în final, Procesul celor douăzeci și unu (incluzându-l pe Buharin) - în martie 1938.
Asasinarea lui Troțki, august 1940, în Mexic, unde el trăia în exil din 1936, a eliminat ultimul oponent al lui Stalin dintre foștii conducători ai partidului. Numai trei membri dintre " vechii bolșevici " (Politburo-ul din vremea lui Lenin), au rămas: Stalin, "Starostele întregii Uniuni" (всесоюзный староста) Mihail Kalinin, și Președintele Sovnarkom-ului, Viaceslav Molotov. Represiunea la care au fost supuși așa de mulți foști revoluționari și membri de partid de rang înalt l-au făcut pe Lev Troțki să afirme că "un râu de sânge" separa regimul lui Stalin de cel al lui Lenin. 
Nici un segment al societății nu a fost lăsat neatins de procesul epurării. Articolul 58 din codul penal, care pedepsea "activitățile antisovietice", a fost aplicat în cea mai largă manieră. La început, listele pentru executarea inamicilor poporului erau confirmate de Politburo. De-a lungul timpului, procedura a fost simplificată la maxim și delegată celor de pe treptele inferioare de comandă. Cuvântul rusesc troika (grup format din trei elemente) a căpătat un nou înțeles: un proces rapid și simplificat ținut de comitetul format din trei subordonați ai NKVD-ului. Spre sfârșitul epurărilor, Politburo-ul l-a destituit pe șeful NKDV-ului, Nicolai Ejov, pentru abuzuri. El a fost executat în cele din urmă. Unii istorici precum Amy Knight și Robert Conquest pretind că Stalin i-a îndepărtat pe Ejov și pe predecesorul său, Iagoda, pentru a arunca vina proprie pe umerii lor.

#### Deportările

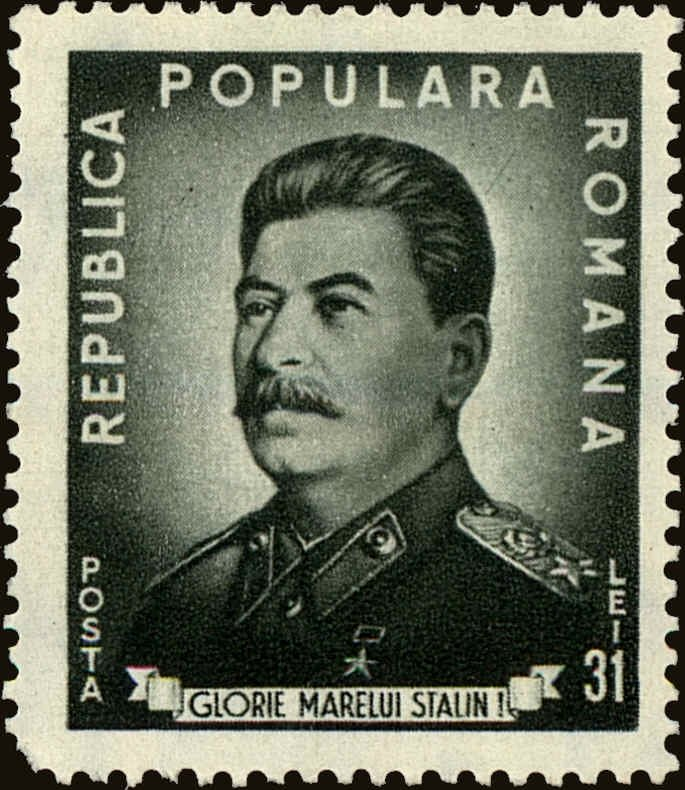

Puțin înaintea, în timpul și imediat după cel de-al Doilea Război Mondial, Stalin a dirijat, personal, o serie de deportări la o scară nemaiîntâlnită, care a afectat profund harta etnică a Uniunii Sovietice. Peste 1,5 milioane de oameni au fost deportați în Siberia și în republicile central-asiatice. 
Separatismul, rezistența împotriva regimului sovietic și colaboraționismul cu ocupantul german au fost motivele cele mai des invocate pentru deportările în masă. 
Următoarele grupuri etnice au fost total sau parțial deportate: polonezii, românii, moldovenii, coreenii, germanii de pe Volga, tătarii din Crimeea, calmîcii, cecenii, ingușii, balkarii, karaciaii, turcii meskhetiani, bulgarii, grecii, armenii, lituanienii, letonii, estonii. Un mare număr de culaci (chiaburi) fără deosebire de naționalitate au fost deportați în Siberia sau în Asia Centrală.
De asemenea, românii și basarabenii au fost deportați cu miile în lagărele din Siberia iar numeroși alții au fost asasinați la Fântâna Alba
și lângă Odesa. A ordonat lichidarea a 20.000 de prizonieri români în lagărul de la Bălți, una dintre cele mai mari crime de după război.  
În februarie 1956, Nikita Hrușciov a condamnat deportările ca pe o violare a principiilor leniniste și le-a permis celor mai mulți deportați să se întoarcă la casele lor. Totuși, nici până la sfârșitul anului 1991 tătarilor, turcilor, și germanilor de pe Volga nu li se permisese să se reîntoarcă, în masă, pe pământurile strămoșești. 
Deportările au avut un efect profund asupra popoarelor Uniunii Sovietice. Amintirea deportărilor a jucat un rol major în mișcările separatiste din republicile baltice, din Tatarstan, Crimeea, Transnistria, Abhazia, Georgia și din Cecenia.

#### Exterminarea
Aproximativ un milion de oameni au fost uciși în perioadele 1935-1938, 1942 și 1945-1950 și milioane de oameni au fost încarcerați în lagărele de muncă din sistemul Gulag. În Georgia, aproximativ 80.000 de oameni au fost împușcați pe timpul anilor 1921, 1923-1924, 1935-1938, 1942 și 1945-1950 și mai mult de 100.000 de oameni au fost transportați în Gulag. 
Pe 5 martie 1940, Stalin și alți lideri sovietici au semnat un ordin pentru executarea a 25.700 de intelectuali, inclusiv 14.700 ofițeri prizonieri de război polonezi. Aceasta a devenit cunoscut ca Masacrul de la Katyn. Au mai fost și alte masacre josnice ale prizonierilor de război, totalizând aproximativ 30.000 – 40.000 de oameni. 
Istoricii sunt,  în general, de acord că foametea, mortalitatea din lagărele de muncă și din închisori, ca și terorismul de stat (deportările și epurările politice) au făcut milioane de victime de care Stalin și tovarășii săi sunt responsabili direct sau indirect. Câte milioane de victime au murit pe vremea lui Stalin este o chestiune îndelung disputată. Deși nu s-a recunoscut o cifră oficială de către guvernele sovietic sau rus, cele mai multe estimări sunt între 8 și 20 de milioane de victime. Comparații ale rezultatelor recensămintelor din perioada 1926-1937 sugerează decesul a 5 – 10 milioane de oameni în plus față de ce ar fi fost normal în acea perioadă, cei mai mulți morți de foame în perioada 1931-1934. Recensământul din 1926 arată că populația Uniunii Sovietice era de 147 milioane, iar în 1937 recensământul da un total de 162-163 milioane. Aceste cifre sunt cu 14 milioane mai puțin decât valoarea estimată a populației și nu au fost dezvăluite, totul fiind considerat "sabotaj" iar cei care s-au ocupat de organizarea recensământului au fost aspru pedepsiți. Un alt recensământ s-a făcut în 1939, totuși cifra de 170 milioane este atribuită direct deciziei lui Stalin (vezi și Populația Uniunii Sovietice). Trebuie notat faptul că cifra de 14 milioane nu trebuie să însemne, în mod automat, 14 milioane de morți suplimentari, atâta vreme cât 3 milioane s-ar putea să fie nașteri care nu au avut loc ca urmare a reducerii fertilității sau a controlului nașterilor. 50 de milioane reprezintă cifra cea mai mare care a fost estimată pentru perioada 1920 – 1953, dar, probabil, ea este exagerată. 
Un citat atribuit lui Stalin este "Moartea unui om este o tragedie. Moartea a milioane este statistică" (răspuns dat lui Churchill în timpul Conferinței de la Ialta în 1945).

## Al Doilea Război Mondial

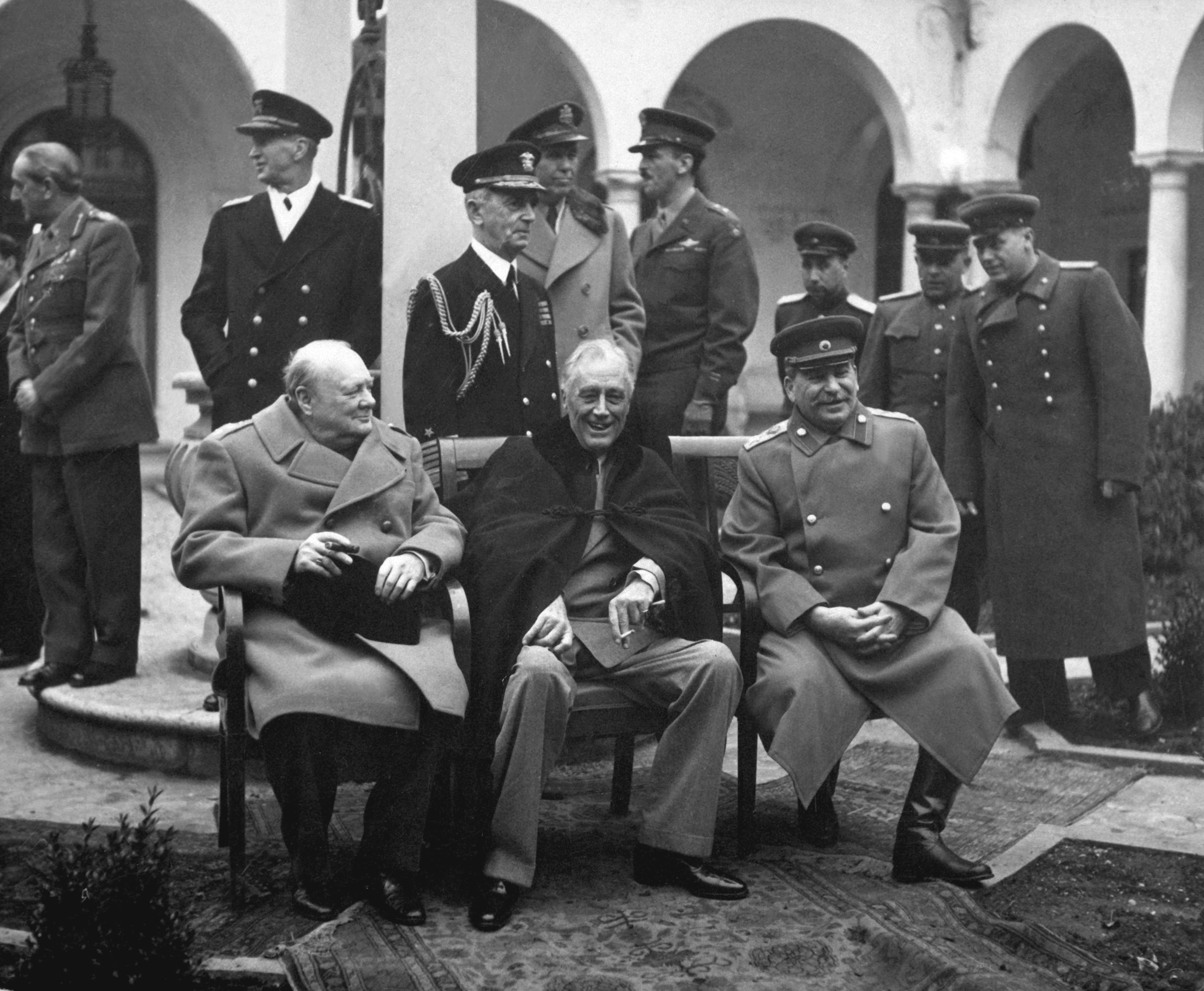
Cei trei mari: Premierul britanic Winston Churchill, Președintele Statelor Unite Franklin D. Roosevelt și Stalin la Conferința de la Yalta.

În discursul din 19 august 1939, Stalin și-a pregătit tovarășii pentru marea cotitură din politica sovietică, Pactul Molotov-Ribbentrop cu Germania Nazistă, care a împărțit Europa Centrală în două sfere de influență, care, mai târziu, vor genera împărțirea fizică, politică și ideologică a Europei în două părți, Europa de Vest și Europa de Est, printr-o cortină de fier. Motivele exacte ale acestui pact sunt încă disputate, dar se pare că nici o parte nu părea să creadă că va rezista foarte mult timp. 
La 1 septembrie 1939, invazia Germană a Poloniei a declanșat Al Doilea Război Mondial. Conform pactului Molotov-Ribbentrop, Polonia de răsărit urma să rămână în sfera de influență sovietică. Dat fiind acest fapt, Stalin a decis să intervină și, la 17 septembrie, Armata Roșie a invadat Polonia. Germania și Uniunea Sovietică au căzut de acord să modifice puțin sferele de influență și Polonia a fost împărțită între aceste două state.
În 1941, Hitler a încălcat tratatul și a invadat Uniunea Sovietică, în cadrul Operațiunii Barbarossa. Stalin nu s-a așteptat la așa ceva, sau cel puțin nu s-a așteptat să se producă o invazie atât de curând. Uniunea Sovietică nu era pregătită pentru a face față agresiunii. Până în ultima clipă, Stalin a căutat să evite orice pregătire evidentă de apărare care ar fi provocat atacul german, sperând să câștige timp pentru modernizarea și întărirea forțelor armate. Chiar și după ce atacul a început, Stalin nu părea capabil să accepte realitatea și, după cum spun unii istorici, a fost prea uimit ca să reacționeze, corespunzător, mai multe zile. O teorie controversată enunțată de Viktor Suvorov susține că Stalin pregătea o invazie a Germaniei, neglijând, în același timp, pregătirile pentru războiul de apărare care au lăsat forțele sovietice vulnerabile în ciuda marii concentrări de oameni și echipament din preajma granițelor. Asemenea speculații sunt greu de susținut, atâta vreme cât informațiile despre armata sovietică pentru perioada 1939-1941 rămân clasificate, dar se știe că sovieticii aveau avertizări detaliate făcute din timp de rețeaua întinsă de spioni externi (precum cea a lui Richard Sorge), în legătură cu intențiile germane. 
Inițial, naziștii au avansat extrem de mult, ucigând și luând prizonieri milioane de soldați sovietici. Executarea în perioada 1937-1938 a numeroși generali experimentați ai Armatei Roșii a avut un efect devastator asupra capacității URSS-ului de a-și organiza apărarea. Experții lui Hitler se așteptau la cel mult opt săptămâni de război. 

Churchill, Roosevelt și Stalin la Conferința de la Ialta

Ca răspuns, la 6 noiembrie 1941, Stalin s-a adresat populației sovietice pentru a doua oară pe durata celor 30 de ani de guvernare (prima dată a fost mai devreme, în același an, la 2 iulie). El a pretins că deși 350.000 de militari ruși fuseseră uciși în timpul atacului german, agresorul ar fi pierdut 4,5 milioane de soldați (o cifră exagerată) iar victoria sovietică ar fi aproape. Armata Roșie a opus o rezistență înverșunată, dar, în primele faze ale războiului era ineficientă pe scară largă în fața forțelor germane mai bine pregătite și echipate. Până în cele din urmă, invadatorii au fost opriți și mai apoi respinși din fața Moscovei, în decembrie 1941. Stalin a colaborat, mai apoi, cu inteligentul mareșal sovietic Gheorghii Konstantinovici Jukov pentru victoria decisivă asupra germanilor în lupta pentru apărarea Stalingradului. 
Nepriceperea lui Stalin în problemele de strategie este deseori amintită în legătură cu pierderile masive sovietice și înfrângerile de la începutul războiului. (În autobiografia sa, Hrușciov pretindea ca Stalin încerca să ia decizii tactice folosind un glob terestru.) Trebuie spus însă că Stalin a ordonat mutarea rapidă a fabricilor la est de râul Volga, în afara razei de acțiune a aviației germane, Luftwaffe. De aici, industria sovietică a susținut Armata Roșie cu o eficiență remarcabilă. În plus, Stalin și-a dat seama că celelalte armate europene au fost complet dezintegrate când au trebuit să facă față naziștilor foarte eficienți din punct de vedere militar și de aceea și-a supus armata atât tirului propagandistic și patriotic-revoluționar, cât și unei terori copleșitoare. 
Ordinul nr. 227 al lui Stalin din 27 iulie 1942 ilustrează lipsa de scrupule cu care el încerca să crească hotărârea în luptă a militarilor: toți cei care se retrăgeau sau își părăseau pozițiile fără ordin erau împușcați pe loc. Alte ordine priveau familiile celor care se predau, familii care deveneau ținte ale terorii NKVD-ului. Bariere ale forțelor SMERȘ au fost în scurtă vreme puse în spatele liniilor întâi pentru a mitralia pe oricine încerca să se retragă. Militarii sovietici care s-au predat au fost aruncați în Gulag după ce au fost eliberați din lagărele de prizonieri. 
În primele faze ale războiului, Armata Roșie în retragere a căutat să interzică inamicilor accesul la orice fel de resurse mai înainte ca germanii să le poată lua în stăpânire, aplicând tactica „pământului pârjolit” și a distrugerii infrastructurii. Din nefericire, aceste măsuri împreună cu abuzurile armatei germane au cauzat suferințe și o foamete de neînchipuit populației civile rămase în spatele frontului. 
Uniunea Sovietică a suportat greul luptelor și a avut cele mai mari pierderi de militari și de civili din Al Doilea Război Mondial. Aproximativ 7 milioane de soldați ai Armatei Roșii și aproape 20 de milioane de civili au murit. Naziștii îi socoteau pe slavi "suboameni" și de aceea aceștia din urmă au devenit o țintă a genocidului etnic. Acest concept al inferiorității slave a fost, de asemenea, motivul care a făcut ca Hitler să nu accepte în armata germană până în 1944 (când războiul era practic pierdut de Germania), mulți ruși care doreau să lupte împotriva regimului stalinist. 
În Uniunea Sovietică, Al Doilea Război Mondial a lăsat un uriaș deficit de bărbați din generația celor care au luptat în conflict. Până în zilele noastre, Al Doilea Război Mondial, Marele Război pentru Apărarea Patriei, este viu în amintirile cetățenilor din Rusia, Belarus și din alte republici ale fostei URSS, iar ziua de 9 mai, Ziua Victoriei, este cea mai mare sărbătoare națională în Rusia.
Stalin a fost nominalizat la Premiul Nobel pentru Pace în 1945 și 1948.

## Epoca postbelică
După Al Doilea Război Mondial, Armata Roșie a ocupat cea mai mare parte a teritoriului care fusese mai înainte stăpânit de țările Axei: au fost zone de ocupație sovietice în Germania și Austria iar Ungaria și Polonia erau practic sub ocupație militară, deși formal, mai târziu, erau țări aliate. Guverne pro-sovietice au fost aduse la putere în România, Bulgaria și Cehoslovacia iar în Iugoslavia și Albania au ajuns la putere guverne conduse de comuniști locali. Finlanda și-a păstrat în mod formal independența, dar era izolată din punct de vedere politic și dependentă din punct de vedere economic de Uniunea Sovietică. 
Grecia, Italia și Franța au fost sub puternica influență a partidelor comuniste locale, care priveau cu simpatie la Moscova. Stalin a sperat că odată cu retragerea americanilor din Europa, tot continentul o să rămână sub dominația sovietică. Ajutorul american pentru tabăra anti-comunistă în războiul civil din Grecia a schimbat situația. Germania Răsăriteană a fost proclamată țară separată, în 1949, fiind guvernată de comuniști locali. Mai mult decât atât, Stalin a decis să aibă controlul direct asupra sateliților din Europa Centrală: toate țările urmau să fie conduse de partidele comuniste locale, care trebuiau să încerce să introducă modelele sovietice în zonă. 
În 1948 această decizie a dus la stabilirea de guverne staliniste în Polonia, Cehoslovacia, Ungaria, România și Bulgaria, țări denumite mai târziu "blocul comunist". Albania comunistă a rămas un aliat, dar Iugoslavia, sub conducerea lui Iosif Broz Tito, s-a rupt de influența sovietică. Stalin a văzut consolidarea puterii sovietice în zonă ca un pas necesar pentru protejarea URSS-ului cu o centură de state cu guverne prietenești, care să acționeze ca o zonă tampon împotriva unei posibile invazii. 
Această acțiune a năruit speranțele Europei Occidentale că Europa Răsăriteană va avea o atitudine prietenoasă față de Vest și că va forma un "cordon sanitar" împotriva comunismului. S-au confirmat, de asemenea, temerile a numeroși politicieni din Vest că Uniunea Sovietică continua să dorească să răspândească comunismul în toată lumea. Relațiile dintre Uniunea Sovietică și foștii aliați occidentali din cel de-al Doilea Război Mondial s-au deteriorat rapid și au deschis calea unei perioade lungi, caracterizate de tensiuni și lipsă de încredere între Est și Vest, cunoscută sub numele de războiul rece. (Vezi și Cortina de fier.) 
În țară, Stalin s-a prezentat ca un mare comandant militar, care a condus URSS la victorie în războiul împotriva naziștilor. De la sfârșitul celui de-al cincilea deceniu, naționalismul rusesc a crescut. De exemplu, unele invenții și descoperiri științifice au fost puse pe seama unor cercetători ruși. Printre acestea se numărau: motorul cu aburi a cărui invenție a fost atribuită lui Cerepanov (tatăl și fiul), becul electric lui Iablocikov și Lodîgin, radio-ul lui Popov, avionul lui Mojaiski, etc.
Politica de represiune internă a continuat și s-a intensificat (inclusiv în teritoriile cucerite de curând), dar nu s-a mai ajuns la extremele din anii 1930 -1938.
Conform unor surse, campania antisionistă din 1948-1953 (vezi și Comitetul Antifascist Evreiesc, Complotul doctorilor, Cosmopolit fără țară), erau numai precursoarele marilor represiuni ulterioare, dar dacă asemenea planuri au existat cu adevărat, Stalin a murit mai înainte de a le pune în practică.

## Stalin ca teoretician

Stalin vorbind

Stalin a avut foarte puține contribuții la teoria comunistă (sau mai bine zis, marxist-leninistă), dar cele câteva pe care le-a făcut au fost acceptate pe timpul vieții sale de către toți cercetătorii sovietici din domeniul științelor politice.
În 1936, Stalin a enunțat că societatea sovietică este formată din două clase sociale neantagoniste: muncitorii și țăranii colhoznici. Acestea corespundeau la două forme diferite de proprietate asupra mijloacelor de producție care existau în Uniunea Sovietică: proprietatea de stat (pentru muncitori) și proprietatea colectivă (pentru țărănime). În plus, Stalin a distins pătura socială a intelectualilor. Conceptul claselor neantagoniste a fost, în întregime, nouă în teoria leninistă. 
Stalin și sprijinitorii săi, în timpul guvernării sale și de atunci până azi, au subliniat ideea că socialismul poate fi construit și consolidat într-o singură țară, chiar într-una subdezvoltată, cum era Rusia la începutul secolului.

## Moartea
După cum afirmă Hrușciov în autobiografia sa, Stalin participa deseori la petreceri nocturne alături de aghiotanții săi, după care el dormea toată ziua, așteptând ca ei să rămână treji și să conducă țara. La 1 martie 1953, după un dineu întins pe durata întregii nopți, alături de ministrul de interne Lavrenti Beria și viitorii premieri Gheorghi Malenkov, Nicolai Bulganin și Nikita Hrușciov, Stalin a cedat, suferind un atac cerebral care i-a paralizat partea dreaptă a corpului. El a murit patru zile mai târziu, la 5 martie 1953, la vârsta de 73 de ani. În mod oficial, hemoragia cerebrală a fost declarată drept cauză a morții. Trupul său a fost mumificat și păstrat în Mausoleul lui Lenin până la 3 octombrie 1961, când a început destalinizarea în Uniunea Sovietică. Trupul lui Stalin a fost îngropat, după aceea, lângă zidul Kremlinului. 
S-a sugerat că Stalin ar fi fost asasinat. Fostul exilat comunist Avtorhanov a adus în discuție această ipoteză în 1975. Viaceslav Molotov, în memoriile sale politice publicate în 1993, afirmă că Beria s-a lăudat în fața sa că l-ar fi otrăvit pe Stalin. În 2003, un grup de cercetători ruși și americani au enunțat ipoteza că Stalin ar fi ingerat o puternică otravă folosită împotriva șobolanilor, care provoacă fluidizarea sângelui și hemoragii și atacuri cerebrale. Cum acest tip de otravă este insipidă, varianta aceasta este plauzibilă. Cum a murit Stalin, se va putea afla cu certitudine doar dacă se va face autopsia cadavrului care este îmbălsămat.

## Cultul personalității
Stalin este binecunoscut pentru crearea cultului personalității lui Lenin (dar și al său propriu) în Uniunea Sovietică. Îmbălsămarea trupului fondatorului statului sovietic și depunerea sa într-un mausoleu a fost făcută împotriva obiecțiilor soției lui Lenin, Nadejda Krupskaia. Stalin devenise centrul cultului și adorației colective. Numeroase orașe și sate au fost redenumite cu numele liderului sovietic (vezi Lista locurilor care au primit numele lui Stalin), au fost înființat în onoarea sa Premiul Stalin și Premiul Stalin pentru Pace. Troțki, bolșevic din "vechea gardă", a criticat cultul personalității ca fiind împotriva valorilor socialismului și bolșevismului, prin ridicarea individului deasupra partidului și clasei muncitoare. De aceea, în ciuda refugierii politice a lui Troțki în Mexic, acesta a fost asasinat de mâna lungă a INO GUGB-ului, bineînțeles, la îndemnul tovărășesc al "mult-iubitului" Stalin. Cultul personalității a atins noi dimensiuni pe durata Marelui Război pentru Apărarea Patriei, când numele lui Stalin a fost introdus în noul imn național sovietic. Stalin a devenit subiectul artelor sovietice: literatura (inclusiv poezia), muzica, pictura și filmul. 
O, mare Stalin. O, lider al popoarelor,
Tu, cel care ai readus omul la viață,
Tu, cel care faci sa rodească pământul,
Tu, cel care repui în drepturi prin secole,
Tu, cel care faci să înflorească primăvara,
Tu, cel care faci să vibreze corzile muzicale…
Tu, splendoare a primăverii mele! O, tu,
Soare reflectat de milioane de inimi!
(A. O. Avdienko)

## Politici și realizări
În total, sub conducerea lui Stalin, Uniunea Sovietică a fost transformată dintr-o națiune agricolă într-o superputere mondială. Industrializarea a fost un succes prin faptul că a creat posibilitatea apărării și, în cele din urmă, a învingerii puterilor Axei în Al Doilea Război Mondial, deși acest lucru s-a făcut cu pierderi uriașe de vieți omenești. Totuși, istoricul Robert Conquest și alți cercetători occidentali afirmă că URSS erau obligate la o industrializare care nu era în mod necesar legată de influența bolșevică. Există alte speculații de tip "ce ar fi fost dacă", dar care sunt, prin natura lor, improbabile.
Deși politicile economice și sociale ale lui Stalin au pus bazele pentru ridicarea URSS la statutul de supraputere, cruzimea cu care a condus afacerile sovietice au fost ulterior repudiate de succesorii săi în conducerea Partidului Comunist. Trebuie notată denunțarea stalinismului de către Nikita Hrușciov în februarie 1956. În "Raportul secret", Despre cultul personalității și consecințele lui, ținut în cadrul sesiunii închise a celui de-al XX-lea Congres al Partidului Comunist al Uniunii Sovietice, Hrușciov l-a denunțat pe Stalin pentru cultul personalității sale și pentru "violările normelor leniniste de legalitate". Oricum, succesorii săi imediați au continuat să urmeze principiile de bază ale regimului stalinist: monopolul politic al partidului comunist, controlul de stat al economiei și un serviciu de represiune care să înăbușe orice disidență. Pe de altă parte, epurările de mare amploare nu au mai fost niciodată repetate.

## Alte nume și zvonuri despre origini
Sunt câteva etimologii ale rădăcinii ჯუღა (jugha). Conform unei versiuni, este de origine osetină. Numele Jugaev este comun printre osetini și, înainte de revoluție, numele din Ossetia de Sud erau, în mod tradițional, scrise cu sufix georgian, obicei răspândit în special printre osetinii creștinați. Conform unei alte versiuni, numele vine de la satul Jugaani din Kahetia, în estul Georgiei. Un articol din ziarul Pravda din 1988 afirma că supranumele dictatorului deriva dintr-un vechi cuvânt georgian care ar fi însemnat "oțel", acesta putând fi motivul adoptării numelui Stalin. Сталин (Stalin) este o combinație dintre rusescul сталь (stal) "oțel" și sufixul posesiv -ин (-in), o formulă folosită de numeroși alți bolșevici precum Lenin sau Buharin. Montefiore afirma că numele provine de la o amantă, Liudmila Stal.
Precum alți bolșevici, el a devenit în mod obișnuit cunoscut sub nume conspirative, printre care Stalin nu era cel mai important. Era, de asemenea, cunoscut drept  Koba , după numele unui erou popular georgian (un haiduc, precum Robin Hood). S-a spus că a mai folosit cel puțin o duzină de alte nume, pentru comunicații secrete, dar pentru motive lesne de înțeles, multe au rămas necunoscute. Imediat după victoria în Al Doilea Război Mondial, în timp ce sovieticii negociau cu Aliații numeroase probleme, Stalin îi trimitea directive lui Molotov semnând Drujkov. Printre alte porecle pseudonime au fost Ivanovici, Soso ori Sosso (numele său din copilărie), David, Nijaradze ori Nijeradze și Chijikov.
Sunt mai multe zvonuri în legătură cu originile lui Stalin, nici una fiind confirmată.
Un astfel de zvon este acela că era fiul nașului său, un nobil georgian bogat, Egnatashvili, membrii familiei căruia erau clerici din tată în fiu. Mai multe fapte susțin această teorie: mama lui Stalin a lucrat în casa lui Egnatashvili; Stalin a fost admis la seminar, un copil dintr-o familie săracă nu ar fi putut intra la o școală prestigioasă ca aceea; Stalin a păstrat legăturile cu Egnatashvili de-a lungul întregii sale vieți, inclusiv în perioada războiului. Pe de altă parte, nu ar fi un fapt neobișnuit ca un naș să-și ajute finul. 
Au fost zvonuri în legătură cu o probabilă origine evreiască a lui Stalin. Printre originile acestui zvon se poate număra episodul cu Papismedov relatat în Copilăria lui Stalin.